# Zonitis marginiventris
Zonitis marginiventris es una especie de coleóptero de la familia Meloidae.

## Distribución geográfica
Habita en Bacan (Indonesia).